# Phyllanthus tireliae
Phyllanthus tireliae är en emblikaväxtart som beskrevs av Maurice Schmid. Phyllanthus tireliae ingår i släktet Phyllanthus och familjen emblikaväxter. Inga underarter finns listade i Catalogue of Life.